# 충 (내사)
충(充, ? ~ ?)은 전한 중기의 관료이다. ‘충’은 이름자로, 성씨는 알려져 있지 않다.

## 행적
원광 2년(기원전 133), 내사에 임명되었다.

## 출전
- 반고, 《한서》권19하 백관공경표(百官公卿表) 下

| 전임 정당시 | 전한의 내사 기원전 133년 ~ 기원전 130년? | 후임 (좌내사) 공손홍 (우내사) 반계 |